# Särkijärvi (sjö i Pyhäjärvi, Norra Österbotten, 63,71 N, 26,09 Ö)
Särkijärvi är en sjö i kommunen Pyhäjärvi i landskapet Norra Österbotten i Finland. Sjön ligger 152,8 meter över havet. Arean är 66 hektar och strandlinjen är 3,7 kilometer lång. Sjön  ingår i Pyhäjoki älvs huvudavrinningsområde.   Den ligger omkring 150 kilometer söder om Uleåborg och omkring 400 kilometer norr om Helsingfors. 